# Pasquale Macchi
Pasquale Macchi (ur. 9 listopada 1923 w Varese, zm. 5 kwietnia 2006 tamże) – włoski duchowny rzymskokatolicki, osobisty sekretarz papieża Pawła VI w latach 1963–1978, prałat Loreto w latach 1989–1996, od 1996 arcybiskup senior prałatury Loreto.

## Życiorys
Przyjął święcenia kapłańskie 15 czerwca 1946. Pełnił funkcję osobistego sekretarza papieża Pawła VI w latach 1963–1978, był autorem wstępu do opracowania medytacji religijnych Pawła VI „Myśli o śmierci” – wydanych w Watykanie w 1979.
10 grudnia 1988 został mianowany arcybiskupem tytularnym i Prałatem Loreto. Sakrę biskupią otrzymał 6 stycznia 1989 z rąk papieża Jana Pawła II, któremu towarzyszyli arcybiskupi Edward Cassidy i Jose Tomas Sanchez. Arcybiskup Macchi przeszedł na emeryturę 7 października 1996.
Jego poprzednikiem na urzędzie Prałata Loreto był abp Loris Capovilla (osobisty sekretarz Jana XXIII), a następcą – bp Angelo Comastri.